# Tropical house
Tropical house je podžánr deep house a house. Interpreti tohoto žánru se často objevují na různých hudebních festivalech. Příkladem populárních hudebních interpretů vytvářející tento styl hudby jsou Kygo, Klangkarussell, Klingande, Lost Frequencies, Matoma, Robin Schulz a Felix Jaehn. Zatímco mnoho dřívějších hudebních interpretů již tento styl používali už např. v roce 1997, tak nebyl tento žánr až do roku 2010 definován. Příkladem takového interpreta je Dario G se svým hudebním singlem Sunchyme z roku 1997.
Jméno tohoto žánru zpočátku vzniklo jako druh vtipu od Thomase Jacka a od té doby nabývá popularity. Termín „trouse“ by neměl být zaměňován se žánrem tropical house, jelikož se jedná o zcela jiný druh žánru.
Rok 2015 se stal úspěšným pro tento hudební žánr. Tropical house proslavila hlavně píseň Firestone od Kygo, Try me od Jasona Derula, Show me Love a její remix Cheerleader od Felixe Jaehna a další.

## Charakteristika
Tropical house je podžánrem jeho kolegy deep house, který jako takový je podžánrem house. Zdědil mnoho vlastností z typické house hudby jako je například syntetizér, buben a jiné. Tropical house se liší od deep house hlavně jeho relaxačním, zklidňujícím a vyzdvihujícím tónem oproti deep house který často využívá i velmi hluboké („temné“) tóny. Tropical house využívá jen středové a vysoké („relaxační“) tóny. Jeho tempo je o něco málo pomalejší než je tomu u deep house. Nepoužívá pumpující kompresní efekt „velkosálového“ electro house. Tropical house využívá hudební nástroje z tropických zemí (proto Tropical) jako jsou například ocelový buben, marimba nebo panova flétna.

## Interpreti
- Bakermat
- Broiler
- Faul & Wad Ad
- Felix Jaehn
- Lost Frequencies
- Klangkarussell
- Klingande
- Kygo
- Matoma
- Mike Perry
- Robin Schulz
- Sam Feldt
- Sigala
- Thomas Jack
- Le P